# Walter Emery
Walter Emery (* 14. Juni 1909 in Tilshead; † 24. Juni 1974 in Salisbury) war ein britischer Organist und Musikwissenschaftler.

## Biografisches
Walter Emery studierte an der Royal Academy of Music in London. Von 1931 bis 1939 wirkte er als Organist und Chormeister an der Kirche St Giles-without-Cripplegate (London). Seit 1937 war er als Berater im Verlag Novello and Co. tätig. Er gab Werke älterer Musik (vorwiegend für Orgel) heraus. Er gab die Reihe Early organ music im Novello Verlag heraus.  Er veröffentlichte vor allen Dingen Schriften zum Orgelwerk Johann Sebastian Bachs. Emery schrieb mehrere Chorkompositionen.

## Veröffentlichungen
- Mit Adrian Boult: The St. Matthew Passion, its Preparation and Performance. London 1949.
- Bach’s Ornaments. London 1953.
- Notes on Bach’s Organ Works. London 1953 ff.
- Editions and Musicians. London.
- A neglected Bach Manuscript BWV 545, MR XI. 1950
- An Introduction to the Textual History of the Clavierübung, Part II. In: Musical Times. XCII, 1951